# Michał Caputa (biolog)
Michał Franciszek Caputa (ur. 12 kwietnia 1947 w Brusach) – polski profesor biologii, zajmujący się neurofizjologią i patofizjologią.

## Życiorys
W 1965 roku ukończył Liceum Ogólnokształcące w Chojnicach. Następnie podjął studia biologiczne na Uniwersytecie Mikołaja Kopernika w Toruniu, które ukończył w roku 1972. Cztery lata później doktoryzował się rozprawą pt. Mechanizm homeotermii mózgu u królika. Pracę habilitacyjną zatytułowaną Mechanizmy obrony mózgu przed przegrzaniem u człowieka i niektórych innych gatunków ssaków obronił w roku 1981. W 1994 uzyskał tytuł profesora.
Jest członkiem Polskiej Akademii Nauk, Polskiego Towarzystwa Fizjologicznego i członkiem korespondencyjnym Brain and Behavior Sciences. Odbywał staż naukowy na Uniwersytetach w Lyonie (1977/1978, 1980, 1987), Gießen (1983-1985) i Strasburgu (1987). Pełnił funkcję prorektora UMK w latach 1990-1993. Od 2001 roku jest kierownikiem Zakładu Fizjologii Zwierząt.

## Prace badawcze
- Wpływ temperatury otoczenia na termoregulację, rytm oddechowy i czas przeżywalności w symulowanym niedotlenieniu porodowym a następcze zmiany stężenia wolnego żelaza i pH krwi u szczurząt (2000)
- Znaczenie wysokolipidowej diety wzbogaconej w cholesterol i wielonienasycone kwasy tłuszczowe oraz endogennej syntezy choresterolu w rozwoju funkcji poznawczych u szczurów poddanych symulowanemu niedotlenieniu porodowemu (2003)